# 186832 Mosser
186832 Mosser este un asteroid din centura principală de asteroizi.

## Descriere
186832 Mosser este un asteroid din centura principală de asteroizi. A fost descoperit pe 17 martie 2004 la Valmeca de Christophe Demeautis și Daniel Matter. Asteroidul prezintă o orbită caracterizată de o semiaxă mare de 2,43 ua, o excentricitate de 0,20 și o înclinație de 2,2° în raport cu ecliptica.